# Heilig Hart van Jezuskerk (Tegelen)
De Heilig Hart van Jezuskerk is een voormalige kerk in de wijk Op de Heide in het stadsdeel Tegelen van de Nederlandse gemeente Venlo. Het gebouw is inmiddels aan de eredienst onttrokken. Sinds 2020 is er in het vroegere kerkgebouw een sportschool gevestigd. Het gebouw zelf geniet de status van gemeentelijk monument.

## Exterieur
De kerk is in neoromaanse stijl ontworpen. Het is een driebeukig gebouw met een halfvrijstaande toren aan de zijkant. 
De klokkentoren bevat 3 klokken, de dakruiter bevat 1 klok.

## Interieur
In het kerkgebouw bevindt zich een devotiekapel van Onze Lieve Vrouwe van de Hei, gedecoreerd met muurschilderingen van René Smeets uit 1946.

## Orgel
In 1943 werd een tweemanuaals orgel geplaatst, dat een jaar later tijdelijk in veiligheid moest worden gebracht vanwege de Duitsers. 